# Adro
Adro est une commune italienne de la province de Brescia, dans la région Lombardie.

## Administration

### Hameaux
Torbiato

### Communes limitrophes
Capriolo, Cazzago San Martino, Corte Franca, Erbusco, Iseo, Palazzolo sull'Oglio, Paratico.